# Бредська угода (1650)
Бредська угода (англ. Treaty of Breda) — договір, підписаний 1 травня 1650 року між Карлом II і шотландським урядом ковенанторів про умови реставрації Карла II, як короля Шотландії. Укладений у місті Бреда (Нідерланди), де Карл проживав після еміграції з Англії.

## Передумови
З 1639 року влада в Шотландії фактично належала ковенанторам, які в результаті повстання 1637 року і перемоги в Єпископських війнах 1639—1640 років домоглися різкого обмеження повноважень короля та встановлення в країні парламентської монархії. В 1643 році ковенантори, з метою поширення шотландського пресвітеріанства на всю територію Британських островів, уклали військово-релігійний союз із англійським парламентом проти роялістів. Однак після приходу в 1647 році до влади в Англії «індепендентів» і розгону 1648 року англійського парламенту Олівером Кромвелем, англо-шотландський союз упав. Більш того, страта в Лондоні короля Карла I викликала обурення в Шотландії. Шотландське суспільство, попри релігійний радикалізм, залишалося у своїй основі лояльним монархічній ідеї. Тому вже 1649 року почалися переговори зі старшим сином і спадкоємцем страченого короля Карлом II про умови його повернення в Шотландію.

## Переговори
Від 1648 року при владі в Шотландії перебувало найрадикальніше крило ковенантського руху — ремонстранти, різко ворожі роялістам, які мали на меті утвердження «чистого» пресвітеріанства як у Шотландії, так і в Англії. На чолі ремонстрантів стояв Арчибальд Кемпбелл, маркіз Аргайл. Визнавши право Карла II на шотландську корону, радикали за умову його повернення та коронації ставили політичні та релігійні поступки.
25 жовтня 1649 року представники шотландського парламенту розпочали переговори з Карлом II у голландському місті Бреда. Спочатку король уникав іти на поступки: він сподівався на нове повстання роялістів у Шотландії, яке, в разі успіху, могло дати можливість Карлу самому диктувати умови парламенту. Зокрема він вимагав скасування «Акта про класи» 1649 року, який забороняв «інґейджерам» та роялістам обіймати державні посади в країні. Крім того, король відмовлявся брати на себе зобов'язання щодо утвердження пресвітеріанства в Англії та Ірландії.
Але надії Карла на зміну політичної ситуації в Шотландії не справдилися: експедиція маркіза Монтроза в північну Шотландію провалилася, і 26 квітня 1650 при Карбісдейлі роялістів було розбито. Це змусило короля, на розчарування його прихильників, прийняти умови ковенанторів.

## Умови угоди
Договір підписано 1 травня 1650 року. Карл II зобов'язався підписати «Національний ковенант» і «Урочисту лігу» та забезпечити їх упровадження на території Англії та Ірландії. Усі придворні короля мали прийняти пресвітеріанську релігію. Король також обіцяв затвердити всі акти шотландського парламенту, ухвалені після 1641 року. Зрештою, Карл II денонсував усі угоди, укладені ним із ірландськими католиками, і заявив про засудження експедиції Монтроза. За це лідери ковенанторів забезпечували реставрацію Карла II як короля Шотландії.
Умови Бредської угоди були вкрай принизливими для короля, який фактично повністю капітулював перед ковенанторами. Особливе розчарування викликала в роялістів зрада короля стосовно Монтроза, якого 20 травня 1650 року страчено в Единбурзі.

## Реставрація короля
23 червня 1650 року Карл II на кораблі, що віз його до Шотландії, склав присягу на вірність Ковенанту. 1 січня 1651 року його короновано шотландським королем у Скуні. Однак правління короля тривало недовго: у вересні 1651 року Олівер Кромвель розбив війська Карла II у битві при Вустері, король утік до Франції, а Шотландію завоювали англійці.